# Präsidentschaftswahl in Tadschikistan 1991
Die Präsidentschaftswahl in Tadschikistan 1991 war die erste Wahl ihrer Art in der Geschichte des unabhängigen Staats Tadschikistan, der erst am 9. September 1991 im Zuge des Zerfalls der Sowjetunion seine Unabhängigkeit proklamiert hatte. Sieger der Wahl am 24. November 1991 wurde der Kandidat der Kommunistischen Partei Tadschikistans, Rahmon Nabijew.

## Hintergrund
Im Zuge des Zerfalls der Sowjetunion und der Unabhängigkeit der Unionsrepubliken war der Oberste Sowjet der Tadschikischen Sozialistischen Sowjetrepublik, Qahhor Mahkamow, zunächst der prägende Politiker Tadschikistans. Er wurde am 30. November 1990 erster Präsident der Tadschikischen SSR und blieb bis Ende August des Jahres 1991 in dieser Position. Auf Grund seiner Unterstützung des Augustputsches in Moskau sah er sich im August 1991 zunehmenden anti-kommunistischen Protesten ausgesetzt, die Machkamow am 31. August 1991 zum Rücktritt zwangen. Vom 31. August bis zum 23. September 1991 wurde der Reformpolitiker Qadriddin Aslonow Übergangspräsident Tadschikistans und verbot in seiner kurzen Präsidentschaft alle Aktivitäten der Kommunistischen Partei. Durch dieses Vorgehen wurden kommunistische Hardliner in der tadschikischen Politik alarmiert, die Aslonow schließlich zum Rücktritt zwangen und den ehemaligen Ersten Sekretär des Zentralkomitees (ZK) der Kommunistischen Partei Tadschikistans, Rahmon Nabijew, als neuen Präsidenten installierten. Nabijew und die Kommunistische Partei fanden aber keinen ausreichenden Rückhalt in der Bevölkerung und es kam zu Protesten seitens demokratischer, islamischer und nationalistischer Gruppen, angeführt von der Demokratischen Partei Tadschikistans und der Islamischen Partei der Wiedergeburt Tadschikistans. Nabijew musste sich im Oktober 1991 auf Grund anhaltender Proteste vom Amt des Präsidenten zurückziehen, für den 24. November 1991 wurden die ersten Präsidentschaftswahlen in Tadschikistan angesetzt, obwohl Tadschikistan zu dieser Zeit formal noch zur Sowjetunion gehörte.

## Kandidaten
Die Präsidentschaftswahl 1991 spitzte sich nach den politischen Verwerfungen und Entwicklungen auf ein Duell zwischen dem Kandidaten der Kommunistischen Partei Rahmon Nabijew und dem Kandidaten eines breiten Bündnisses von Oppositionsparteien, Davlat Khudonazarov, zu. Khudonazarov wurde von der Demokratischen Partei nominiert, wurde aber auch von Islamischen Partei der Wiedergeburt Tadschikistans und von Arbeiterbewegungen unterstützt. Vier weitere Kandidaten standen am Wahltag ebenfalls zur Wahl, eine realistische Chance auf einen Wahlsieg wurde aber keinem dieser Kandidaten eingeräumt.

## Wahlkampf
Der Wahlkampf wurde seitens der Kommunistischen Partei von heftigen Anschuldigungen gegen den oppositionellen Kandidaten Khudonazarov geprägt. Dieser wurde auf Grund seiner Herkunft und seiner Familie als unwürdig bezeichnet, wobei unter anderem darauf verwiesen, dass seine Mutter bei seiner Geburt mit einem anderen Mann als Khudonazarovs Vater verheiratet war. Außerdem wurden ethnische Vorurteile geschürt, da Khudonazarov in Chorugh geboren wurde und von politischen Gegner als Pamiri und nicht als Tadschike bezeichnet wurde. Auch islamische Mullahs beteiligten sich an der Kampagne gegen den Oppositionskandidaten und bezeichneten ihn als Ungläubigen, Häretiker und Schürer des Hasses gegen die Ismailiten. Diese Art des Wahlkampfs trug zu einer Verschärfung der politischen Situation im Land und zu einer zunehmenden geographischen und religiösen Spaltung des Lande bei.

## Ergebnis
Nach offiziellen Angaben setzte sich Nabijew mit 56,92 % der Stimmen durch, Khudonazarov erhielt demnach 30,07 % der Wählerstimmen. Dabei wurden deutliche Unterschiede zwischen den Regionen des Landes deutlich. Während Nabijew im Norden des Landes und in Kulob mehr als 90 % der Stimmen auf sich vereinen konnte, errang Khudonazarov in der Autonomen Provinz Berg-Badachschan eine deutliche Mehrheit.

## Folgen
Die Opposition zweifelte das Ergebnis an und verwies auf zahlreiche Hinweise auf Unregelmäßigkeiten bei der Wahl. Die Opposition ging nach eigenen Angaben von einem Wahlergebnis von 40 % für ihren Kandidaten aus, verzichtete aber auf eine Anfechtung des offiziellen Wahlergebnisses. Khudonazarov akzeptierte seine Wahlniederlage und engagierte sich in den folgenden Jahren während des Tadschikischen Bürgerkriegs für Frieden und eine demokratische Entwicklung in Tadschikistan. Am 2. Dezember 1991 wurde Nabijew als erster gewählter Präsident Tadschikistans vereidigt und bemühte sich anschließend um eine Umkehr des zuvor eingeschlagenen Reformkurses und eine Restauration der Zustände vor der Unabhängigkeit.